# 藤本もあ菜
藤本 もあ菜（ふじもと もあな、2008年〈平成20年〉1月21日 - ）は、日本の女優。
愛知県出身 東宝芸能所属。第9回東宝「シンデレラ」オーディション ファイナリスト。

## 人物・来歴
- 2022年に行われた第9回『東宝「シンデレラ」オーディション』にてファイナリストとして芸能界入り。
- 特技は歌[1]。

## 出演

### ラジオ
- NHK FM
  - 「セッション」（2023年9月9日）[2]
  - 「1975年に生まれて」（2025年3月22日）[3]

### 舞台
- 朗読劇「461個の弁当は、親父と息子の男の約束。」後藤未来 役（2025年5月13日 -18日、よみうり大手町ホール/2025年5月31日 - 6月1日、COOL JAPAN PARK OSAKA TTホール）[4][5][6]
- ミュージカル「舞姫」エリス 役（2025年8月21日 - 8月26日、インディペンデントシアターOji ）[7][8][9]

### MV
- ダイナミック琉球／ほこもり(山戸穂乃葉、安保心結、藤本もあ菜、三宅りむ) 
  - 沖縄cover（2024年2月3日）[10]
  - ほこもり東京element（2024年2月5日）[11]
- Draw“O”／1.21(イチニーイチ)(山戸穂乃葉、藤本もあ菜)（2025年1月21日）[12]